# Eriachaenium
Eriachaenium é um género botânico pertencente à família Asteraceae.